# بهمن دان
بهمن دان (زاده ۲۷ اردیبهشت ۱۳۳۶) بازیگر ایرانی سینما، تلویزیون و  تئاتر است. وی فعالیت هنری خود را با تئاتر در گروه آناهیتا و فعالیت سینمایی را با فیلم هدف (۱۳۷۳) به صورت حرفه‌ای آغاز کرد.

## زندگی
بهمن دان در ۱۳۳۶ در تهران متولد شد. او فعالیت هنری خود را با تئاتر در گروه آناهیتا آغاز کرد و در نمایش‌های بسیار زیادی ابتدا در نقش‌های درجه دوم و سوم و سپس در نقش‌های اصلی به بازی پرداخت و کم‌کم توانست مهارت و استعداد خود را به همگان ثابت کرده و از این رو از دهه ۶۰ توانست به صورت حرفه ای وارد تلویزیون شود و از سال ۱۳۷۱ برای اولین بار با بازی در فیلم سینمایی هدف به کارگردانی بهرام کاظمی وارد جرگه بازیگران سینما شد. نکته بسیار جالب در رابطه با زندگی این هنرمند این است که او تنها فعالیت خود را به حوزه بازیگری و هنرهای رزمی معطوف نکرده و در بسیاری از زمینه‌های دیگر هم دستی بر آتش دارد.
به طوری که مدتی به عنوان تکنسین رادیولوژی در بیمارستان مهر تهران کار می‌کرد. وی در حال حاضر در کنار بازیگری به کار کشاورزی هم مشغول است. این بازیگر به واسطه فیزیک ظاهری‌اش در اکثر فیلم‌ها و سریال‌هایش در نقش‌های منفی بازی می‌کند.

## فیلم‌شناسی

### سینما
- عنکبوت (۱۳۸۷)
- موش (۱۳۸۷)
- حرکت اول (۱۳۸۶)
- سنگ، کاغذ، قیچی (۱۳۸۵)
- قصه دل‌ها (۱۳۸۵)
- هر چی تو بخوای (تعطیلات آخر هفته) (۱۳۸۵)
- شیرهای جوان (۱۳۷۸)
- پرواز خاموش (۱۳۷۷)
- حماسه قهرمانان (۱۳۷۶)
- توفان شن (۱۳۷۵)
- متهم (۱۳۷۵)
- گارد ویژه (۱۳۷۴)
- ویرانگر (۱۳۷۴)
- هدف (۱۳۷۳)

### تلویزیونی
- ۱۴۰۳ سوجان (حسین تبریزی)
- ۱۳۹۹ گاندو ۲ (جواد افشار)
- ۱۳۹۰–۱۳۹۴ معمای شاه (محمدرضا ورزی)
- ۱۳۸۶ ضربان منفی (اکبر منصور فلاح)
- ۱۳۸۵ پول کثیف (جواد افشار)
- ۱۳۸۵ زیر تیغ (محمدرضا هنرمند)
- ۱۳۸۵ زیر زمین (علیرضا افخمی)
- ۱۳۸۴ واپسین کوچ (غلامرضا صیامی زاده)
- ۱۳۸۳ کمکم کن (علیرضا افخمی)
- ۱۳۸۲ چهل سرباز (محمد نوری‌زاد)
- ۱۳۸۱ جستجو در شهر (حسن هدایت)
- ۱۳۸۰ عشق سال‌های جنگ (علی بهادر)
- ۱۳۷۹ بازی پنهان (شاپور قریب)
- ۱۳۷۸ آفتاب و زمین (جواد شمقدری)
- ۱۳۷۷ محاکمه (حسن هدایت)
- ۱۳۷۵ توفان شن (جواد شمقدری)
- تله‌فیلم چشم‌های نامحسوس (۱۳۸۸)

## فعالیت سیاسی
بهمن دان بازیگر سینما و تلویزیون در انتخابات دوازدهمین دوره مجلس شورای اسلامی نامزد انتخابات شد.